# Uruguay op de Olympische Zomerspelen 2004
Uruguay nam deel aan de Olympische Zomerspelen 2004 in Athene, Griekenland. In tegenstelling tot de vorige editie werd dit keer geen medaille gewonnen.

## Deelnemers & Resultaten
(m) = mannen, (v) = vrouwen 
| Sport      | Olympiër (deelname)                         | Discipline             | Resultaat | Prestatie                                                                                       |
| ---------- | ------------------------------------------- | ---------------------- | --------- | ----------------------------------------------------------------------------------------------- |
| Atletiek   | Heber Viera                                 | 200 m (m)              | 35e tijd  | 1R serie 3: 20,94 (5e)                                                                          |
| Atletiek   | Andrés Silva                                | 400 m (m)              | 41e tijd  | 1R serie 2: 46,48 (6e)                                                                          |
| Atletiek   | Elena Guerra                                | 1500 m (v)             | 40e tijd  | 1R serie 2: 4.35,31 (14e)                                                                       |
| Kanovaren  | Darwin Correa                               | C1 500 m (m)           | 18e       | serie 1: 2.02,014 (7e) HF 2: 1.58,727 (7e)                                                      |
| Kanovaren  | Darwin Correa                               | C1 1000 m (m)          | 16e       | serie 2: 4.27,115 (6e) HF 2: 4.22,096 (7e)                                                      |
| Wielrennen | Milton Wynants                              | puntenkoers (m)        | 9e        | 46 punten (6 sprint, 40 ronde)                                                                  |
| Wielrennen | Milton Wynants Tomás Margaleff              | madison (m)            | 10e       | 3 punten, -1 ronde                                                                              |
| Roeien     | Leandro Salvagno Rattaro                    | skiff (m)              | 20e       | series 4: 7.43,91 (5e) herkansing 6: 7.02,68 (3e) HF D/E 2: 7.24,41 (1e) D finale: 7.01,33 (2e) |
| Roeien     | Rodolfo Collazo Tourn Joe Reboledo Pineyrua | lichte dubbel-twee (m) | 18e       | serie 4: 6.29,20 (5e) herkansing 2: 6.30,23 (3e) HF C/D 2: 6.29,39 (3e) C finale: 7.03,72 (6e)  |
| Zeilen     | Angel Segura                                | plankzeilen (m)        | 32e       | 294 punten                                                                                      |
| Zeilen     | Alejandro Foglia                            | laser klasse (open)    | 34e       | 277 punten                                                                                      |
| Zwemmen    | Jose Mafio                                  | 50 m vrij (m)          | 50e tijd  | series: 23,58                                                                                   |
| Zwemmen    | Paul Kutscher                               | 100 m vrij (m)         | 41e       | series: 51,45                                                                                   |
| Zwemmen    | Martín Kutscher                             | 200 m vrij (m)         | 45e       | series: 1.53,91                                                                                 |
| Zwemmen    | Martín Kutscher                             | 400 m vrij (m)         | 39e       | series: 4.03,21                                                                                 |
| Zwemmen    | Serrana Fernández                           | 100 m rug (v)          | 35e       | series: 1.05,51                                                                                 |

Afghanistan · Albanië · Algerije · Amerikaanse Maagdeneilanden · Amerikaans-Samoa · Andorra · Angola · Antigua en Barbuda · Argentinië · Armenië · Aruba · Australië · Azerbeidzjan · Bahama's · Bahrein · Bangladesh · Barbados · België · Belize · Benin · Bermuda · Bhutan · Bolivia · Bosnië en Herzegovina · Botswana · Brazilië · Britse Maagdeneilanden · Brunei · Bulgarije · Burkina Faso · Burundi · Cambodja · Canada · Centraal-Afrikaanse Republiek · Chili · China · Chinees Taipei · Colombia · Comoren · Congo-Brazzaville · Congo-Kinshasa · Cookeilanden · Costa Rica · Cuba · Cyprus · Denemarken · Djibouti · Dominica · Dominicaanse Republiek · Duitsland · Ecuador · Egypte · El Salvador · Equatoriaal-Guinea · Eritrea · Estland · Ethiopië · Fiji · Filipijnen · Finland · Frankrijk · Gabon · Gambia · Georgië · Ghana · Grenada · Griekenland · Groot-Brittannië · Guam · Guatemala · Guinee · Guinee‑Bissau · Guyana · Haïti · Honduras · Hongarije · Hongkong · Ierland · IJsland · India · Indonesië · Irak · Iran · Israël · Italië · Ivoorkust · Jamaica · Japan · Jemen · Jordanië · Kaaimaneilanden · Kaapverdië · Kameroen · Kazachstan · Kenia · Kirgizië · Kiribati · Koeweit · Kroatië · Laos · Lesotho · Letland · Libanon · Liberia · Libië · Liechtenstein · Litouwen · Luxemburg · Macedonië · Madagaskar · Malawi · Malediven · Maleisië · Mali · Malta · Marokko · Mauritanië · Mauritius · Mexico · Micronesië · Moldavië · Monaco · Mongolië · Mozambique · Myanmar · Namibië · Nauru · Nederland · Nederlandse Antillen · Nepal · Nicaragua · Nieuw-Zeeland · Niger · Nigeria · Noord-Korea · Noorwegen · Oeganda · Oekraïne · Oezbekistan · Oman · Oostenrijk · Oost‑Timor · Pakistan · Palau · Palestina · Panama · Papoea-Nieuw-Guinea · Paraguay · Peru · Polen · Portugal · Puerto Rico · Qatar · Roemenië · Rusland · Rwanda · Saint Kitts en Nevis · Saint Lucia · Saint Vincent en Grenadines · Salomonseilanden · Samoa · San Marino · Sao Tomé en Principe · Saoedi-Arabië · Senegal · Servië en Montenegro · Seychellen · Sierra Leone · Singapore · Slovenië · Slowakije · Soedan · Somalië · Spanje · Sri Lanka · Suriname · Swaziland · Syrië · Tadzjikistan · Tanzania · Thailand · Togo · Tonga · Trinidad en Tobago · Tsjaad · Tsjechië · Tunesië · Turkije · Turkmenistan · Uruguay · Vanuatu · Venezuela · Verenigde Arabische Emiraten · Verenigde Staten · Vietnam · Wit-Rusland · Zambia · Zimbabwe · Zuid-Afrika · Zuid-Korea · Zweden · Zwitserland